# MERRY
MERRY（メリー） は、日本のヴィジュアル系ロックバンド。ボーカルのガラをリーダーとする4人組のバンド。所属事務所はSunKrad、所属レコード会社はFire Wall Division。公式ファンクラブ名は『CORE』。2001年10月、ガラを中心にメンバーが集められる。華やかな雰囲気のバンドが人気だった当時の風潮に反し、アンダーグラウンドな匂いのするバンドをコンセプトに、告知をしないライヴ（シークレットライブ）で活動を開始した。

## 概要

### 音楽性
初期から『哀愁歌謡』テイストの楽曲を主軸に制作しており、そのレトロ感溢れる音楽性は『レトロック（レトロなロック）』と称され、現在もMERRYというバンドの個性・代名詞にもなっている。活動年数を重ねる毎に曲調も多様になり、現在ではパンクやハードロック、ハードコア等ジャンルの幅が広がっている。ちなみにライヴでは、ボーカルのお立ち台に本物の学級机が使用されている。この机はオークションで3000円で落札したものである。

### バンド名の由来
メンバー全員で決めたバンド名。まず、初めて聞く人にも覚え易いようにとカタカナの既成単語から選ぶ事にした。そして音楽性に縛られたくないという考えからバンドスタイルからは結びつかない単語を挙げていき、その中から『メリー』が選ばれた。『メリーさんのひつじ』という童謡があるように羊を連想させる単語だが、『かわいらしいイメージの羊は、よく見ると不気味な瞳をしている』というギャップ感とバンドのイメージ像が結び付いたという。2010年8月4日、事務所・レーベル移籍後の初シングル『The Cry Against.../モノクローム』リリースに伴い、それまでカタカナ表記が正式だったバンド名が大文字の英語表記に統一された。

### 爆音の中のお通夜
当初から限られたライブ時間でより強烈なインパクトを残す為、「いかに観客を引かせるか」を念頭にパフォーマンスを行っていた。墨汁や卵を吐く、ドラムのネロ以外言葉を発しない（歌唱・コーラスは除く）、MCが習字、自慰行為や三点倒立などのガラの奇行が功を奏し、演奏・歌唱力や曲のクオリティも相まって、シークレット扱いにもかかわらずライヴハウスのマスターや音楽雑誌編集者に一目置かれる存在になった。しかし、観客が本当に引いてしまった為、しばらくの間、観客が棒立ちのライヴが続いたという逸話がある。半年ほど経った頃からようやく、『愛国行進曲』という曲をきっかけに、観客との一体感が生まれてきて、ネロ曰く「爆音の中のお通夜」状態から脱却することができた。

### 順調なバンド活動〜活動休止を経て再始動〜テツの負傷、そして復活へ
清春が自身のレーベル、FULL FACEからの作品リリースの話を持ちかけたことから、2003年4月13日に1stアルバム『現代ストイック』をリリース。後に自主レーベルの名前を劇薬レコードから『FROCKS』に変え、コンスタントに音楽・映像作品をリリース。2005年9月7日に『nuケミカルレトリック』でビクターエンタテインメントよりメジャーデビュー。アルバム『アンダーワールド』までの約4年間のメジャーシーンでの活動の後、Fire Wall Divisionに移籍。2013年2月、ガラの椎間板ヘルニアの手術とリハビリのため、初めてバンド活動を休止させる。同年8月に再開したものの、2ヶ月後の10月、今度はテツがライヴ中のアクシデントによる頸髄損傷でバンド活動から離脱。作曲等には携わりながらではあるが、指が動かないためベースの演奏ができず、リハビリに専念。そして、2016年2月のEX THEATER ROPPONGIの公演にてバンド復帰を果たした。首を固定するコルセットを装着しているのはこのためだが、その容姿すらも個性として完全に自分のものにしての復帰である。そして、2017年5月5日の日比谷野外音楽堂で開催した『Tokyo Spring 日比谷デモクラティック ～羊達の主張～』のアンコールにて、復帰後初めてコルセットを外した姿で演奏を行った。

## メンバー
ガラ （Vocal）
- 7月6日生、A型、身長174cm、群馬県出身。バンド遍歴（全てVocal） - Visage → After effect → MERRY
- 独特なハスキーボイスが特徴で、本人も「よく人から“声が泣いている”って言われます」と語っている。
- ライヴでは基本的に裸足であり、現在はほとんど見られないが学習机の上で三点倒立をしたり、墨汁を吐いたりと奇行に出る。また、シャボン玉、柱時計、縄跳びや傘、アンティークチェアなどの小道具を使ってステージの世界観を視覚的に広げるセンスも持ち合わせる。
- 当初、バンドでのキャラ設定はかなりの口下手（初期は喋っていてもメンバー以外には声が聞こえないと言う設定もあった）で、MCを習字の筆談で行ったり、番組のインタビューではフリップで回答する、ネロに代弁してもらう等の手段を使う無言キャラだったが、2006年12月31日〜2007年1月1日にかけて行われた『Many Merry Days 5th Anniversary Special 2night 〜白い羊/黒い羊〜』にてMCを解禁して以来、現在は普通に声を発している。
- 上京してすぐDIR EN GREYのローディーを務めており、ボーカルの京から多大な影響を受けている。また、MERRYを結成する構想中に京からアドバイスを受けたり、ガラという名前をつけてもらった[6]。
- 楽曲全ての作詞を手掛け、歌詞に言葉遊びをよく用いる。他に『林檎と嘘』という曲では回文を多用している。歌謡テイストの作詞を得意としており、語彙力もあるため、ライヴで簡易な演奏に乗せて即興ソングを歌うことがよくある。
- 椎間板ヘルニアのためコルセットを腰に着用していたが病状の悪化に伴い治療に専念、2013年2月13日のライヴを最後に約半年間一時的にバンド活動を休止した。
- 一番好きな戦国武将は真田幸村である[7]。

結生：ゆう（Guitar） 
- 4月2日生、B型、愛媛県出身。ステージ上手のポジション。バンド遍歴（全てGuitar） - ABC → LAPIS → Shiver → MERRY
- Shiver時代にガラのバンド（After effect）と対バンした際にガラから一目置かれていた。
- Shiver解散後は帰郷していたが、その間約3ヶ月にわたるガラの再三の電話勧誘により、一緒にバンドをする決意を固めた。また、ドラムにネロを強く推薦したのも結生である（ガラは前バンドで同じだったメンバーとはやらないつもりだったので、最初は反対していた）。
- 愛称は『けつお』（結生という漢字をけつおと誤読される事が多いため）。
- MERRYの楽曲の多くを作曲しており、カッティングやダウン・ピッキング等の技術を得意としている。
- ハモリパートはほぼ全て担当しており、コーラス部分にも積極的に参加している。
- 過去にスコティッシュフォールドのメスネコ「ひめまる」を飼っていたが、徐々にSNSなどでの露出がなくなり、2017年ごろからは現在の愛猫、同じくスコティッシュフォールドのメスネコである「きーたん」が登場した。

ネロ（Drums）
- 2月11日生、A型、埼玉県出身。バンド遍歴（全てDrums） - ナイトメア → スモーキー・フレーバー → After effect → MERRY
- ガラとは、After effectからの付き合いで、一番長い間、共にバンドを組んでいる事になる。当初は、After effect解散後は同じメンバーでバンドを組むことはないとお互い思っていたが、結生の要望で彼と連絡を取る事になり、MERRYのバンド構想を聞いているうちにすっかり意気投合してしまった。実はこの時、ネロと結生の間を取り持ったのはガラだった（ガラが「結生くんがオマエのことが良いって言ってるんだけど。電話番号教えるから連絡してみてくれないか」と事前に間を取り持つ電話をした）。
- 手数の非常に多い高速なドラムプレイを得意としており、演奏中に立ち上がり観客を煽ったり、歌詞に合わせてジェスチャーを披露したりとダイナミックなパフォーマンスが魅力である。
- ライブでは初期の頃から彼のドラムソロ『ネロリズム（音路拍子）』があり、大きな会場でのライブになると、その日のために特別なドラムソロが用意される。また、ライブや雑誌において彼の熱いポエムが出てくることがあるが、これも『ネロリズム』と呼ばれている。
- 性格は絵に描いたような熱血漢で、座右の銘である『全身全霊』をドラムプレイで表す程である。
- ネロの名付け人も、ガラと同じくDIR EN GREYの京である。

テツ（Bass）
- 11月21日生、B型、愛知県出身。バンド遍歴（全てBass） - ？ → さくら → ACiD → MERRY
- ACiDの解散が決まった時に、同じレーベルだった蜉蝣の大佑（当時）に、「いいメンバーがいたら紹介して下さい」と言っていた。
- 時期を同じくして、“でかくて髪が長くて存在感がすごいベーシスト”を新バンドに求めていたガラの元に大佑から「名古屋にいいベーシストがいるよ」と連絡が行き、ACiDの解散の打ち上げ会場に現れたガラに勧誘された。ガラとは対バンをしたことがあったので初対面だったわけではないが、見た目の柄の悪さのせいで、実際に話すまではガラに対して好印象が持てなかった。
- 細身で長身（身長187cm）、長髪（バンド初期は背中まであった）のヘアスタイルのイメージが強いため、ファンの間で何かと「長い」と称される。
- バンド内で唯一、ガラの事をちゃん付けで呼んでいる。
- 2013年10月に行われたlynch.との対バンで観覧していた際、ステージからダイブした観客と接触し、頸部を挫傷した。頸髄損傷と診断されライヴ活動を休止。その後、リハビリを経て2016年2月7日のEX THEATER ROPPONGIでのライブにて復帰を果たした[8]。

### 元メンバ ー
健一：けんいち（Guitar）
- 7月14日生、A型、身長172cm、群馬県出身。ステージ下手のポジション。バンド遍歴（全てGuitar） - ？ → クレセント → シンドローム → MERRY
- 加入当時のMERRYは、何人ものギタリストに声をかけつつも人間性などを重要視するあまり理想の人物が見つからないままライヴのスケジュールを組んでいた状態で、最初のライヴの日まで約1ヶ月しかないという状態だった。
- 他のメンバーと全くの初対面というわけではなく（それぞれの前バンドで対バンを何度か経験していてある程度顔見知りだった）、性格的にも技術的にも申し分ないということでライヴ直前ギリギリに加入が決まった。
- 単音の速弾きスタイルが特徴。そのため、彼が作曲した作品はイントロやギターソロに単音の速いメロディーが使われたものが多い。
- MERRYの曲の多数を作曲しており、結生と並んでMERRYの楽曲作成の要である。
- ロバートの山本博とは中学時代の同級生。
- CD収集家で、2000枚ぐらいは持っていると公言している。
- 2020年5月に脱退を発表。

## 正規バンド以外の形態

### スーパーメリーズ
- 2003年ツアー「ピンク色の青春〜Wサーキット編〜」に3度、MERRYのコピーバンドとして対バン形式で登場した。
- 真紫：まむらさき（Vocal） - ガラ
- ザク（Guitar） - 結生
- セルピコ（Guitar） - 健一
- シャドウ（Bass） - テツ
- 袋小路 要：ふくろこうじかなめ（Drums） - ネロ

### 爆裂羊団
- ガラと結生によるユニット。
- MERRYの楽曲をアコースティックギターで演奏する、弾き語り風のスタイルで活動する。
- シングル『冬のカスタネット』にも音源が収録されている他、YouTubeに撮り下ろしの動画をアップロードしたり、LIVEイベントに出演している。

## ディスコグラフィ

### DVD
1. バイオレットハレンチ〜030829 Limited Edition〜（仮）（2003年8月29日・FULLFACE RECORDS）
2. SCI-FI nuケミカルレトリック〜first cut〜日比谷野外大音楽堂（2005年12月21日・ビクターエンタテインメント）
3. LAST INDIES TOUR〜Shambara to the CORE〜ACT.2（2006年2月1日・劇薬レコード）
4. LAST INDIES TOUR〜Shambara to the CORE〜ACT.1（2006年3月31日・劇薬レコード）
5. Many Merry Days #1〜日比谷野外大音楽堂〜2006.7.30（2006年12月20日・ビクターエンタテインメント）
6. Many Merry Days 5th Anniversary Special 2night〜白い羊/黒い羊〜（2007年12月25日・劇薬レコード）
7. Many Merry Days FINAL（2008年7月23日・ビクターエンタテインメント）
8. VIC 〜VIDEO ID COLLECTION〜（2009年4月22日・ビクターエンタテインメント）
9. 林檎と嘘 Video Clip -multi angle version-（2009年4月22日・ビクターエンタテインメント）
10. TOUR09 under-world[GI・GO]（2009年8月26日・劇薬レコード）
11. MERRY 10th Anniversary NEW LEGEND OF HIGH COLOR「6DAYS」（2012年8月8日・Fire Wall Division）
12. MERRY VERY BEST 20121130 赤坂BLITZ 〜Special 2night【白い羊】【黒い羊】〜（2013年7月31日・Fire Wall Division）
13. MERRY VERY BEST 20121130 赤坂BLITZ 〜Special 2night【白い羊】〜（2013年7月31日・Fire Wall Division）
14. MERRY VERY BEST 20121130 赤坂BLITZ 〜Special 2night【黒い羊】〜（2013年7月31日・Fire Wall Division）

### 書籍
- ハイカラ解体新書(上)　（2005年6月30日）
- ハイカラ解体新書(下)　（2005年9月30日）

### 参加オムニバス
- 妖幻鏡II　（2002年5月29日）
  - 「路地裏メランコリー理ミックス」収録。
- STAND PROUD!III　（2002年12月11日）
  - 「Strength Beyond Strength」収録。
- LUNA SEA MEMORIAL COVER ALBUM -Re:birth-　（2007年12月19日）
  - 「PRECIOUS...」収録。
- THE BLUE HEARTS “20th Anniversary”TRIBUTE　（2010年2月24日）
  - 「皆殺しのメロディ」収録。
- ピエロとスイカと88ライダー　（2010年11月10日）
  - 「新宿ナナ」収録。
- ロマンチスト〜THE STALIN・遠藤ミチロウTribute Album〜　（2010年12月1日）
  - 「オデッセイ・1985・SEX」収録。
- CRUSH! -90's V-Rock best hit cover songs-　（2011年1月26日）
  - 「Schweinの椅子」収録。
- 漆黒の光　（2011年4月20日）
  - 「グリード」（結生）、「地下道に流れる、ある独りの男の「悲痛な叫び」にも似たメロディー」（ガラ）、「翻弄」（健一）、「葬送」（健一）収録。
- PARADE II 〜RESPECTIVE TRACKS OF BUCK-TICK〜　（2012年7月4日）
  - 「悪の華」収録。
- BUCK-TICK FEST 2012 ON PARADE　（2013年2月20日）
  - 「悪の華」収録。
- sukekiyo　ADORATIO （2017年6月、Blu-spec CD2、sun-krad）
  - DISC2に「mama　Collaboration with ガラ」を収録。
- TRIBUTE OF MUCC -縁[en]-　（2017年11月22日）
  - 「家路」収録。

## タイアップ一覧
| 使用年 | 曲名                 | タイアップ                                                    |
| ------ | -------------------- | ------------------------------------------------------------- |
| 2006年 | コールing            | 日本テレビ系『音楽戦士 MUSIC FIGHTER』POWER PLAY              |
| 2007年 | 最果てのパレード     | テレビ東京系アニメ『Over Drive』エンディングテーマ（#1 - 13） |
| 2008年 | 閉ざされた楽園       | テレビ神奈川（tvk）ほか『MUSIC B.B.』オープニングテーマ       |
| 2012年 | 群青                 | 日本テレビ系『ハッピーMusic』POWER PLAY                       |
| 2012年 | 群青                 | 日本テレビ『ポシュレテパート深夜店』5月エンディングテーマ     |
| 2013年 | 梟                   | 日本テレビ系『ハッピーMusic』POWER PLAY                       |
| 2013年 | 梟                   | 日本テレビ系『音龍門』Baby Dragon's Gate                      |
| 2013年 | 梟                   | 日本テレビ『ポシュレテパート深夜店』2月エンディングテーマ     |
| 2013年 | 梟                   | テレビ東京『ロック兄弟』2月度オープニングテーマ               |
| 2015年 | Happy life           | 札幌テレビ『ジョシスタ あいく的』エンディングテーマ           |
| 2016年 | 平日の女             | 日本テレビ系『バズリズム』POWER PLAY                          |
| 2016年 | 平日の女             | 福島中央テレビ『二畳半レコード』1月エンディングテーマ         |
| 2016年 | 平日の女             | テレビ岩手『ねだらX』1月オープニングテーマ                    |
| 2021年 | psychedelic division | テレビ岩手『ねだらX』12月オープニングテーマ                   |
| 2021年 | psychedelic division | 札幌テレビ『シアターS』12月エンディングテーマ                 |
| 2021年 | psychedelic division | 南海放送『キラリ☆夜なカフェ』12月エンディングテーマ           |